# دندن
الدندان هو مخلوق بحري أسطوري من كتاب ألف ليلة وليلة يظهر في حكاية عبد الله البحري وعبد الله البرِّي، حيث يصف البحري الدندان بأنه أكبر وأشرس سمكة، قادرة على ابتلاع الحيوانات الكبيرة في لقمة واحدة. دهن الدندان، الموصوف بأنه "دهن الثيران، أصفر كالذهب وحلو المذاق"، يستخدم مرهمًا ليسمح للإنسان بالبقاء على قيد الحياة تحت الماء.
فقال له عبد الله البري: ما هذا يا أخي؟ فقال له: هذا شحمُ كبدِ صنفٍ من أصناف السمك يُقال له الدندان، وهو أعظم أصناف السمك خِلْقة، وهو أشد أعدائنا علينا، وصورته أكبر صورة توجد عندكم من دواب البر، ولو رأى الجَمَل أو الفيل لَابتلَعَه. فقال له: يا أخي، وما يأكل هذا المشئوم؟ فقال له: يأكل من دواب البحر، أَمَا سمعت أنه يقال في المثل: مثل سمك البحر القوي يأكل الضعيف؟!

(الليلة ٩٤٤) 
في ترجمة جون باين للحكاية، أضاف حاشية سفلية مفادها أن المخلوق "يبدو وكأنه وحش رائع، يشترك في صفات القرش والحوت المنوي" في حين أن ترجمة ريتشارد بيرتون تصفه بأنه "سمكة الشمس أو من الوحوش ذات الأنياب الجيدة في الأعماق". الدندان قادر على ابتلاع سفينة وطاقمها بأكمله في جرعة واحدة، ولكن على الرغم من حجمه الهائل وقدرته على القتل، فإن الدندان مُعرض بشدة لخطر البشر، حيث إن تناول لحم الإنسان أو سماع صراخ الإنسان يمكن أن يؤدي إلى موته على الفور. : 346 
وفي حين أن العديد من ترجمات الحكاية تذكر الدندان، فإن المترجمين مثل باين وبورتون لم يتمكنوا من العثور على المخلوق في القواميس. تضيف حاشية في نسخة بيرتون "تخمينه بأن كلمة "دندان" من الفارسية وتعني سِنًا". 
صُور الدندان على بطاقة لعبة سحر التجميع، من مجموعة كبيرة من مجموعة ألف ليلة وليلة في بطاقات لعبة سحر التجميع [الإنجليزية] الخاصة باللعبة.

## طالع أيضًا
- البهموت ، سمكة كبيرة أخرى في الأساطير العربية